# 1xBand
1xBand [en iks bent] je slovenska glasbena skupina, ki je zaslovela s pesmijo »Tih deževen dan« v vokalni izvedbi Coleta Morettija. S to popevko je zmagala na prireditvi Slovenski izbor za Pesem Evrovizije 1993 (prireditev EMA poteka šele od leta 1996) in kot prvi predstavnik Slovenije na tekmovanju Evrosongu zasedla 22. mesto (od 25-ih).
Skupina je delovala od leta 1991 do 1997. V tem času je izdala dve zgoščenki pri ZKP RTV Slovenija in maksi-singel pri založbi Jupiter records (Nemčija). Nastopili so tudi na Mak-festu v Makedoniji leta 1993.

## Diskografija
- Novo jutro (1992)
- Tak je ta svet (1993)
- On a rainy day (singel)
- Kiss Me (2014)
- Sanjajva naprej (2016)

## Člani skupine
- Cole Moretti, vokal, kitara
- Tomaž Kosec, bobni
- Andrej Bedjanič, klaviature
- Brane Vidan, bas kitara

Spremljevalne vokale so pele Sandra Zupanc - Sendi (pevka), Urška Gestrin in Barbara Šinigoj.